# Роман (имя)
Рома́н (лат. Romanus ← греч. Ρωμαϊκή — римлянин, римский) — мужское имя латинского происхождения.

## Носители имени
- Роман Римский — мученик, день памяти 10 (23) августа.
- Роман Самосатский — мученик, день памяти 11 февраля (29 января).
- Роман Кесарийский, Антиохийский (ум. 303) — священномученик, диакон, день памяти 18 ноября (1 декабря).
- Роман Антиохийский (Сирийский) — отшельник, чудотворец, творивший чудеса исцеления, день памяти 27 ноября (10 декабря).
- Роман Реймсский — епископ (умер в 535 году), католический святой; день памяти 28 февраля и 23 октября.
- Роман Сладкопевец — творец канонов, диакон, получивший в дар от Богородицы умение слагать церковные гимны и песни, день памяти 1 (14) октября.
- Роман Руанский[фр.] — епископ (умер в 640 году), католический святой; день памяти 23 октября.
- Роман (ок. 990 — 1015) — князь ростовский, страстотерпец, день памяти 2 (15) мая; совместное празднование святым Роману и Давиду — 24 июля (6 августа).
- Роман (1237—1270) — рязанский князь, мученик, день памяти 19 июля (1 августа).
- Роман (ум. 1285)  — князь угличский, строитель храмов и богаделен во времена монгольского ига, день памяти 3 (16) февраля и 23 мая (5 июня).
- Роман Михайлович Старый (ум. после 1288) — святой благоверный. Память в Соборе Брянских святых. День памяти 3 октября[2].
- Роман Тырновский (ум. ок. 1370), преподобный; день памяти 2 марта (17 февраля).
- Роман Киржачский (ум. 1392) — православный монах, преподобный; день памяти 11 августа (29 июля).
- Роман из Карпенисия (ум. 1694) — преподобномученик, родился в Морее, был иноком на Афоне, пострадал за Христа в Царьграде; день памяти 18 (5) января[3].
- Роман Лакедемонец (Роман Лакедомонец) (ум. 1695) — священномученик из города Лакедемона, пострадал за ревностное проповедование Евангелие, веру и исповедание Иисуса Христа и принял мученическую кончину от меча турок; день памяти 19 (6) января[4].
- Роман из Пария Геллеспонтского — священномученик, диакон; день памяти 16 (29) марта.
- Роман Медведь (1874—1937) священноисповедник; день памяти 8 сентября.

## Народные приметы
- Святому Роману молятся о разрешении бесплодия и бесчадия.
- Роман кажет зиму нам: коли на мученика Романа день теплый, то и зима будет теплая.
- Ко дню Романа рыбы хоронятся в зимовальных ямах и омутах, готовясь к зимнему сну.

## Княжеское имя
«Роман» было крестильным христианским именем святого князя Бориса — одного из первых русских святых («Борис» было его языческим мирским именем). В системе именования Рюриковичей, когда на протяжении многих веков князья носили одновременно 2 таких имени — т. н. «именная пара», имя «Роман» часто сопровождало «Бориса», поскольку наречение в честь святого было достаточно популярным, а называть ребёнка просто «Борисом» пока ещё было нельзя.
Однако исследователи антропонимики подчеркивают, что это правило не было железным — со временем «Борис» стало полноценным крестильным христианским именем. Ф. Б. Успенский пишет.: «Полифункциональный статус имен Роман и Давид, совмещавших в себе функции родового и христианского имени, и ещё более сложная ситуация с именем Борис, которое могло функционировать то как крестильное при княжеском (Святослав-Борис, Мстислав-Борис), то как самостоятельное династическое имя, также совмещавшее в себе функции родового и христианского, породили немалую путаницу в современной историографии. Так, установилась странная традиция автоматически приписывать князьям, фигурирующим в источниках исключительно под именем Роман или Давид, имена Борис и Глеб, соответственно. При этом утверждается, что у князя по имени Роман, например, было христианское имя Борис или Борис-Роман [у В. Л. Янина] (…) Между тем, остается совершенно непонятным (и в соответствующих работах — никак не объясненным), каким образом у князя, всюду в источниках фигурирующего под христианским именем Роман, которое до его появления на свет уже использовалось в роду Рюриковичей в качестве крестильного, могло появиться ещё одно крестильное имя. Иными словами, никак не объясняется, каким образом у князя могло быть два крестильных имени, и каков был статус этого антропонимического гибрида. По совершенно справедливому утверждению В. Л. Янина, „Борис и Глеб вместе могли быть патронами и Борисов, и Глебов, и Романов, и Давидов“. Однако тождественность патрональных святых ещё не означает тождества имен (…) Как кажется, у нас нет никаких оснований утверждать, что каждый из Давыдов обязательно носил имя Глеб, а каждый из Романов имя Борис».

## Фамилии, образованные от имени
От имени Роман образованы русские фамилии Романов и Романовский.